# 许祖彦
许祖彦（1940年2月25日—），四川邛崃人，激光技术专家，中国工程院院士。
1963年毕业于中国科学技术大学，2001年当选为中国工程院信息与电子工程学部院士。